# 薛顿希尔大学
薛顿希尔大学（英語：Seton Hill University），是一所位于美国宾夕法尼亚州格林斯堡的天主教大学，建于1885年。
该校名称来自于第一位美国本土出生被封圣的、成立了慈善姊妹会的伊丽莎白·安·薛顿（1774-1821）。薛顿贺尔大学以及圣伊丽莎白学院也以该女士命名。

## 外部連結
- 学校官网 （页面存档备份，存于）